# Glauconycteris gleni
Glauconycteris gleni — вид ссавців родини лиликових. 

## Проживання, поведінка
Країна поширення: Камерун, Уганда. Це погано відомий кажан пов'язаний з низинними вологими тропічними лісами. 

## Загрози та охорона
Імовірно знаходиться під загрозою в частинах ареалу через перетворення лісового середовища існування для сільськогосподарського використання. Поки не відомо, чи вид присутній у котрійсь з охоронних територій.